# Alfredo Smaldini
Alfredo Smaldini (* 16. Dezember 1919 in Basel; † 31. Oktober 2010 in Brugg) war ein Schweizer Clown und Komiker.
Smaldinis Eltern starben früh und er musste sich als Verdingkind durchbringen. Während seiner Zeit als Kellner in einem Basler Tanzlokal bildete sich seine Neigung zum Unterhaltungskünstler heraus. Als Mitglied einer Band war er ab 1966 als Alfredo mit einem eigenen Varietéprogramm in der ganzen Welt unterwegs. Dazu gehörten Auftritte im Olympia in Paris und in Unterhaltungsshows wie Am laufenden Band und Benissimo, sowie Engagements beim Circus Knie und beim Circus Conelli. Bekannt wurde er für seine ausgeprägte Mimik, mit der er unter anderem Popeye parodierte, sowie für seine Nummer Granada.
Alfredo Smaldini lebte lange in Rudolfstetten, wo der Alfredo Smaldini-Weg nach ihm benannt wurde. Er trat bis ins hohe Alter auf und starb im Oktober 2010 in einer Klinik in Brugg.